# Îles Yapen
Pour les articles homonymes, voir Yapen.
Les îles Yapen, en indonésien Kepulauan Yapen, forment un archipel d'Indonésie qui constitue un kabupaten de la province de Papouasie, en Nouvelle-Guinée occidentale, sous le nom de kabupaten des îles Yapen, en indonésien Kabupaten Kepulauan Yapen. Son chef-lieu est Serui.
Les îles principales sont Yapen, Saweru, Ambai, Manupampi et Kaipuri.

## Districts
- Yapen Timur
- Yapen Utara
- Teluk Ampimoi
- Raimbawi
- Angkaisera
- Kepulauan Ambai
- Yapen Selatan
- Kosiwo
- Yapen Barat
- Wonawa
- Poom
- Windesi

## Histoire
Le kabupaten faisait précédemment partie du Kabupaten Yapen Waropen. Il a été modifié par règlement gouvernemental en 2008.